# Ricardo Guillermo Leconte
Ricardo Guillermo Leconte (Corrientes, 23 de octubre de 1932) es un abogado y político argentino, que ejerció el cargo de gobernador de la provincia de Corrientes entre 1987 y 1991.

## Biografía
Se recibió de abogado en 1957, y desde ese año hasta 1965 fue el presidente de la Juventud Liberal. Fue diputado provincial entre 1958 y 1960.
Fue candidato a vicegobernador en las elecciones de 1963, en que triunfó el Pacto Autonomista - Liberal; como el vencedor en la contienda fue el liberal Diego Nicolás Díaz Colodrero, el cargo de vicegobernador le correspondió al autonomista Salvador Di Tomaso. Díaz Colodrero nombró a Leconte su ministro de Obras Públicas; cargo desde el cual se pavimentaron gran cantidad de rutas y calles, se construyeron un importante número de viviendas populares y aeropuertos en las ciudades de Goya, Curuzú Cuatiá, Paso de los Libres y Mercedes.
Desde 1972 hasta 1983 fue el presidente del Comité de la Capital del Partido Liberal, y fue intendente de la ciudad de Corrientes durante el gobierno de facto del general Juan Alberto Pita entre 1982 y 1983; con el regreso a la democracia fue el presidente del Partido Liberal, reanudando el Pacto Autonomista - Liberal. Fue elegido senador nacional, ocupando ese cargo hasta el año 1987.
En 1987 el Pacto obtuvo la victoria nuevamente en las elecciones y, habiendo correspondido el período anterior al autonomista José Antonio Romero Feris, en esa ocasión el Colegio Electoral eligió gobernador al candidato liberal Leconte, acompañado como vice por el autonomista Gabriel Feris.
Al finalizar su mandato, las elecciones favorecieron nuevamente al pacto, aunque obtuvo un muy ajustado triunfo sobre la Unión Cívica Radical; no obstante, la deserción de un elector de ese partido causó el fracaso del Colegio Electoral, que no pudo elegir un suceros para Leconte; éste entregó el gobierno al presidente de la Legislatura, Hugo Manzini, y pocos meses después la provincia fue intervenida por el presidente Carlos Menem.
Tras su paso por la gobernación, Leconte fue elegido diputado nacional y continuó presidiendo el Partido Liberal hasta el año 1993; volvió a asumir ese mismo cargo entre 2002 y 2005. En el año 2009 publicó su autobiografía política, titulada Más de 60 años con un ideal y un compromiso.